# Clitherall (Minnesota)
Clitherall – miasto w Stanach Zjednoczonych, w stanie Minnesota, w hrabstwie Otter Tail.